# Valicha
Valicha, auch Walicha (Quechua-Verkleinerungsform von „Valeriana“) ist ein Tanzlied mit Waynu-Rhythmus aus Peru, das 1942 von Miguel Ángel Hurtado Delgado (1922–1951) komponiert wurde. Es gilt als eines der auch international bekanntesten Lieder und Tänze Perus.

## Entstehungsgeschichte
Melodie und Text des Liedes werden dem peruanischen Künstler und Sohn eines Großgrundbesitzers (hacendado) Miguel Ángel Hurtado Delgado zugeschrieben, den seine unglückliche Liebe zur Landarbeiterin (campesina) Valeriana Huillca Condori als „Muse“ zur Schaffung dieses Stückes inspirierte.
Der von Miguel Ángel Hurtado Delgado aus Acopía verfasste Waynu Valicha wurde auf einem volkstümlichen Musikfestival in Cusco das erste Mal öffentlich aufgeführt. Der Quechua-Text dieses Liedes handelt von einer jungen Frau vom Lande, Valicha, die in die Stadt geht, um in den dortigen Chicha-Lokalen (Chicherías) zu arbeiten.

## Rezeption
Der Waynu Valicha erlebte in den 1960er und 1970er Jahren einen „Boom“ und wurde zu einem berühmten Lied, das „jedem Cusqueño absolut vertraut“ war. Heute gilt dieses Lied als „zweite Hymne“ Cuscos. Manche nennen es das nach der Nationalhymne bekannteste Lied Perus.
Das Stück wurde von angesehenen Orchestern innerhalb und außerhalb Perus gespielt. In Deutschland wurden das Lied und der Tanz unter anderem in Karlsruhe, Augsburg und München aufgeführt.

## Alte spanische und neue Quechua-Liedversion
Laut einem Bericht das peruanischen Nachrichtenportals RPP vom 3. Juli 2014 – wenige Wochen nach Valeriana Huillcas Tod – gab es zwei Versionen des Liedes. Die erste, spanischsprachige Version mit dem Titel Tusuy („Tanz“) wurde hiernach von Hurtado als Liebeslied auf eine junge Frau aus Aqupiya verfasst, die mit Valeriana Huillca identifiziert wurde. In der zweiten, cusco-quechuasprachigen Version verurteilt der Autor dagegen das Verhalten Valeriana Huillcas, die hier mit ihrem Rufnamen Valicha genannt werde. Von der Peruanischen Nationalbibliothek wurde die erste Version in die Urkunde N.º 558 im Jahre 1947 und die zweite, Valicha genannte Version in die Urkunde N.º 239 im Jahre 1958 aufgenommen.
Vladimir Alejo Hurtado Sánchez, Autor eines 1990 erschienenen Buches mit dem Titel Valicha: Origen y Autor und Sohn des Bruders von Miguel Ángel, Evencio Hurtado Delgado, behauptete im Jahre 2004, dass der Autor der Musik und des ursprünglichen, spanischen Textes von Valicha tatsächlich sein Onkel Miguel Angel Hurtado Delgado sei, während der spätere, auf Quechua verfasste Text von seinem Vater Evencio Hurtado Delgado stamme, wobei dieser in vielen Versionen von den lokalen Musikern immer wieder abgeändert worden sei.

## Text
Der heute bekannte Quechua-Text hat einen vorwurfsvollen Ton.
| Text auf Cusco-Quechua (Original) | Text auf Süd-Quechua | Deutsche Übersetzung |
| --- | --- | --- |
| Valicha lisa p’asñawan niñachay deveras maypiñas tupanki Qosqo uraychakuspa niñachay deveras maqt’ata suwashian Qosqoman chayaruspari niñachay deveras imatas ruwanqa Aqha wasikunapis niñachay deveras sarata kutanqa Chaykunallataraqchus niñachay deveras Valicha ruwanman Cuartel punkukunapis niñachay deveras sonqota suwanqa | Valicha lisa p’asñawan niñachay deveras maypiñas tupanki Qusqu uraychakuspa niñachay deveras maqt’ata suwachkan Qusquman chayarquspari niñachay deveras imatas ruwanqa Aqha wasikunapis niñachay deveras sarata kutanqa Chaykunallataraqchus niñachay deveras Valicha ruwanman Cuartel punkukunapis niñachay deveras sunquta suwanqa | Mit dem glatten Mädchen Valicha, mein Fräulein, wirklich, wo schon wirst du dich treffen? Wenn sie hinab nach Cusco geht, mein Fräulein, wirklich, verführt sie einen Jüngling. Wenn sie nach Cusco kommt, mein Fräulein, wirklich, was wird sie wohl tun? In den Kneipen (Chicherías) mein Fräulein, wirklich, wird sie Mais stampfen. Alle diese Dinge, Fräulein, wirklich, dürfte Valicha wohl tun. An den Toren der Kaserne, Fräulein, wirklich, wird sie ein Herz stehlen. |

### Textveröffentlichungen
- Rossano Calvo: Qosqo sociedad e ideología, siglo XX: estudios de antropología del Qosqo. Municipalidad del Qosqo, Qosqo 1995, S. 20.
- Gloria Escobar, Gabriel Escobar: Huaynos del Cusco. Editorial "Garcilaso", Lima 1981, S. 388.
- Armando Valenzuela Lovón: Las maravillas del quechua inka. Academia Mayor de la Lengua Quechua, Qosqo 2002, S. 190f.